# Championnat d'Irlande du Nord de football 1980-1981
Navigation
Édition précédente Édition suivante
Le 79e Championnat d'Irlande du Nord de football se déroule en 1980-1981. Glentoran FC remporte son dix-septième titre de champion d’Irlande du Nord avec deux points d’avance sur le deuxième et triple tenant du titre Linfield FC. Ballymena United, complète le podium.  Glentoran termine le championnat invaincu.
Avec 18 buts marqués,   deux footballeurs se partagent le titre de meilleur buteur de la compétition Paul Malone de Ballymena United et Des Dickson de Coleraine FC dont c’est le sixième titre.

## Les 12 clubs participants
| Club             | Stade                 | Capacité | Ville       |
| ---------------- | --------------------- | -------- | ----------- |
| Ards FC          | Castlereagh Park      |          | Newtownards |
| Ballymena United | The Showgrounds       |          | Ballymena   |
| Bangor FC        | Clandeboye Park       |          | Bangor      |
| Cliftonville FC  | Solitude              |          | Belfast     |
| Coleraine FC     | The Showgrounds       |          | Coleraine   |
| Crusaders FC     | Seaview               |          | Belfast     |
| Distillery FC    | New Grosvenor Stadium |          | Lisburn     |
| Glenavon FC      | Mourneview Park       |          | Lurgan      |
| Glentoran FC     | The Oval              |          | Belfast     |
| Larne FC         | Inver Park            |          | Drumahoe    |
| Linfield FC      | Windsor Park          |          | Belfast     |
| Portadown FC     | Shamrock Park         |          | Portadown   |

## Compétition

### Classement
Le classement est établi sur le barème de points classique (victoire à 2 points, match nul à 1, défaite à 0).
| Rang | Équipe             | Pts | J  | G  | N | P  | Bp | Bc | Diff |
| ---- | ------------------ | --- | -- | -- | - | -- | -- | -- | ---- |
| 1    | Glentoran FC       | 37  | 22 | 15 | 7 | 0  | 59 | 26 | +33  |
| 2    | Linfield FC T      | 35  | 22 | 16 | 3 | 3  | 57 | 15 | +42  |
| 3    | Ballymena United C | 28  | 22 | 12 | 4 | 6  | 33 | 21 | +12  |
| 4    | Crusaders FC       | 24  | 22 | 9  | 6 | 7  | 28 | 26 | +2   |
| 5    | Ards FC            | 24  | 22 | 9  | 6 | 7  | 35 | 40 | -5   |
| 6    | Glenavon FC        | 22  | 22 | 7  | 8 | 7  | 37 | 37 | 0    |
| 7    | Larne FC           | 22  | 22 | 9  | 4 | 9  | 26 | 26 | 0    |
| 8    | Portadown FC       | 21  | 22 | 8  | 5 | 9  | 30 | 34 | -4   |
| 9    | Coleraine FC       | 18  | 22 | 5  | 8 | 9  | 28 | 36 | -8   |
| 10   | Cliftonville FC    | 15  | 22 | 5  | 5 | 12 | 20 | 37 | -17  |
| 11   | Bangor FC          | 13  | 22 | 4  | 5 | 13 | 35 | 54 | -19  |
| 12   | Distillery FC      | 5   | 22 | 1  | 3 | 18 | 18 | 54 | -36  |

| Légende : Qualifications et relégations | Légende : Qualifications et relégations                                      |
| --------------------------------------- | ---------------------------------------------------------------------------- |
|                                         | Coupe d'Europe des Clubs champions 1981-1982                                 |
|                                         | Coupe d'Europe des vainqueurs de coupe 1981-1982                             |
|                                         | Coupe UEFA 1981-1982                                                         |
|                                         | Relégation en deuxième division                                              |
|                                         | T : Tenant du titre C : Vainqueurs de la Coupe d'Irlande du Nord de football |

## Bilan de la saison
| Tableau d'Honneur                         |                  |
| Compétition                               | Vainqueur        |
| Championnat d'Irlande du Nord de football | Glentoran FC     |
| Coupe d'Irlande du Nord de football       | Ballymena United |

| Promotions et relégations |       |
| Relégués                  | Aucun |
| Promus                    | Aucun |

## Statistiques

### Meilleur buteur
- Paul Malone, Ballymena United, 18 buts
- des Dickson, Coleraine FC, 18 buts